# Dominique Coux
Dominique Coux (né à Paris) est un athlète français, spécialiste des courses de fond.

## Biographie
Licencié au Paris Université Club, il est sacré champion de France du 5 000 mètres et du 10 000 mètres en 1979 et champion de France de cross en 1978 et 1980.
Il fait partie de l'équipe de France médaillée de bronze aux championnats du Monde de cross disputés en 1976 au Royaume Uni.
Il termine deuxième de l'édition du cross du Figaro courue en 1977, à 14 secondes du vainqueur, Jacky Boxberger [2].
En 1979, à Liévin, il établit une nouvelle meilleure performance française sur marathon en 2 h 14 min 56 s.
Vainqueur de Paris-Versailles en 1978